# Harry Snell
Harry Snell (né le 7 octobre 1916 et mort le 8 mai 1985) est un coureur cycliste suédois. Il a notamment été champion du monde sur route amateur en 1948. Cette année-là, il a également disputé la course individuelle des Jeux olympiques, dont il a pris la 18e place.

## Palmarès
- 1943
  -  Champion de Suède sur route
- 1944
  -  Champion de Suède sur route
  - 3e du championnat de Suède du contre-la-montre
- 1945
  -  Champion de Suède du contre-la-montre
  - 2e du championnat de Suède sur route
- 1946
  - 2e du championnat de Suède sur route
- 1947
  - 2e du championnat de Suède sur route
  - 5e du championnat du monde sur route amateur
- 1948
  -  Champion du monde sur route amateur
  -  Champion de Suède sur route
- 1950
  -  Champion de Suède sur route
- 1951
  - 3e et 4e étapes du Tour de Suède
  - 2e du championnat de Suède sur route